# Cloroplasto

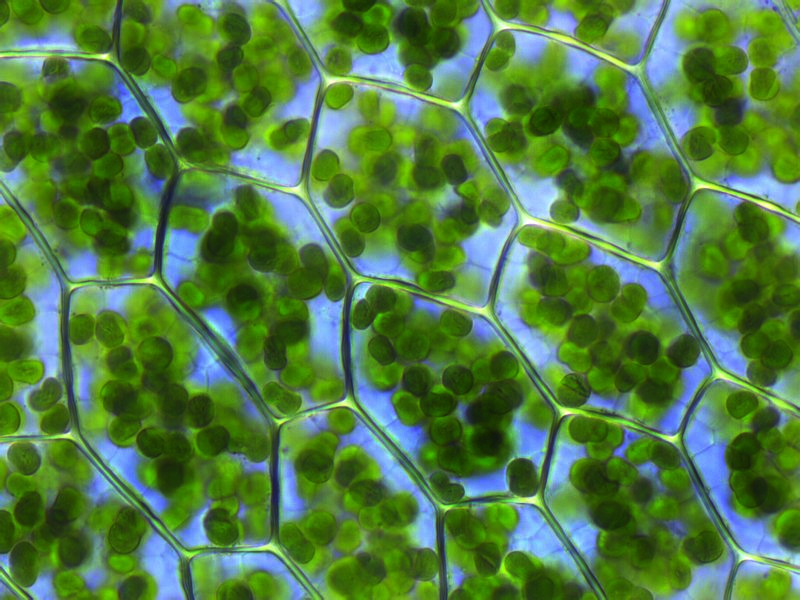
Cellule vegetali al cui interno sono visibili i cloroplasti

Il cloroplasto è un tipo di organulo presente nelle cellule delle piante e nelle alghe eucariotiche. All'interno di questi organuli si svolge il processo della fotosintesi clorofilliana: l'energia luminosa viene catturata dai pigmenti di clorofilla (e non solo) e viene convertita in energia chimica (ATP e NADPH).

## Origine
Secondo la teoria endosimbiotica dei cloroplasti, suggerita per la prima volta da Konstantín Merezhkovski (1905) e successivamente avvalorata da Hans Ris (1962) e resa popolare da Lynn Margulis (1981), i cloroplasti si sarebbero originati da un'ancestrale simbiosi tra cianobatteri ed organismi ameboidi eterotrofi. Questi si sarebbero uniti mediante la fagocitosi del cianobatterio da parte dell'organismo ameboide. Con questo meccanismo i piccoli cianobatteri sarebbero stati inglobati ma non digeriti, il simbionte avrebbe poi perso la parete cellulare. Nel tempo la reciproca dipendenza sarebbe divenuta tale da rendere impossibile la vita autonoma, cioè si sarebbe creato un rapporto di simbiosi obbligatoria.
Diverse prove sostengono questa teoria. 
Esistono molteplici similitudini tra plastidi come i cloroplasti e cellule procariotiche: entrambi possiedono DNA procariotico (circolare e privo di istoni), la loro replicazione avviene mediante scissione binaria, inoltre i plastidi sono in grado di sintetizzare proteine ad essi necessarie, la membrana interna dell'involucro dei cloroplasti presenta analogie con il plasmalemma della cellula procariota (ad esempio non contiene colesterolo).
Benché il genoma del cloroplasto sia ridotto rispetto a quello degli attuali cianobatteri, i due genomi hanno numerose caratteristiche in comune. 
Molti geni mancanti nel genoma del cloroplasto sono presenti nel DNA del nucleo cellulare della cellula vegetale.
Anche i plastidi delle alghe rosse sono circondati da due membrane.
In alcuni gruppi di protisti fotosintetici (alghe brune, alghe dorate, euglenofite, acetabularia mediterranea), i cloroplasti sono rivestiti da tre o quattro membrane. Tale morfologia è generalmente spiegata come conseguenza di un evento secondario di endosimbiosi, nella quale una cellula eucariotica avrebbe fagocitato un'altra cellula eucariotica contenente dei cloroplasti.

## Sviluppo
I cloroplasti si sviluppano a partire da proplastidi, piccoli organuli che non sono in grado di svolgere la fotosintesi clorofilliana. 
I proplastidi si possono differenziare, in base alle necessità delle cellule e dei tessuti della pianta, come i cloroplasti (nelle foglie), leucoplasti (nei tessuti di riserva), cromoplasti (nei petali dei fiori). 
Se una foglia cresce al buio, i proplastidi non sono in grado di formare cloroplasti e si originano ezioplasti: in questi organelli è presente un precursore della clorofilla, di colore giallo. Se la foglia viene esposta alla luce, gli ezioplasti diventano rapidamente cloroplasti e la clorofilla viene sintetizzata a partire dal suo precursore.

## Struttura

L'interno di un cloroplasto: il cerchio evidenzia un granum.

I cloroplasti si presentano generalmente come dischi piatti del diametro di 2-10 micrometri e spessi circa 1 micrometro. Il cloroplasto è delimitato da due membrane; la membrana esterna è permeabile per la maggior parte delle molecole, mentre quella interna è decisamente più selettiva ed è attraversata da proteine di trasporto specifiche. I due doppi strati fosfolipidici sono separati da uno spazio inter membrana.
Il fluido interno al cloroplasto è chiamato stroma: esso contiene molti enzimi coinvolti nel metabolismo dell'organulo, granuli di amido, il DNA circolare e i ribosomi. I ribosomi del cloroplasto sono del tutto simili a quelli presenti nei batteri. 
La presenza di un genoma e dei ribosomi consentono all'organello di sintetizzare alcune delle proteine che gli sono necessarie, ma non tutte: molte proteine del cloroplasto sono codificate da geni presenti nel nucleo della cellula, tradotte nel citoplasma e poi indirizzate al cloroplasto.
All'interno dello stroma si trovano le membrane tilacoidali o tilacoidi, dove avvengono le prime fasi della fotosintesi. Nelle piante le membrane dei tilacoidi possono presentarsi in forma di dischi impilati (i grani dei tilacoidi) oppure come semplici membrane esposte allo stroma (lamellae stromatiche). Le lamellae svolgono la funzione di connettere due o più grana tra loro. Lo spazio interno ai tilacoidi si chiama lumen.
La diversità di struttura riflette anche una diversa ripartizione dei complessi fotosintetici e in particolare dei due fotosistemi. Il fotosistema I (PSI) localizzato a livello delle lamellae stromatiche e il fotosistema II (PSII) nei dischi dei grana.